# Ekebergstjärnen (Hällefors socken, Västmanland, 662832-143613)
Ekebergstjärnen är en sjö i Hällefors kommun i Västmanland och ingår i Göta älvs huvudavrinningsområde.